# Tomáš Skuhravý
Tomáš Skuhravý (nascut a České Budějovice el 7 de setembre de 1965) és un exfutbolista txec. Jugava de davanter i se'l recorda sobretot com a jugador de l'Sparta Praga i del Genoa CFC. També va ser jugador titular de les seleccions nacionals txecoslovaca i txeca de futbol, respectivament.

## Trajectòria

### Clubs
Es va iniciar com a jugador professional en Sparta Praga l'any 1982. Va jugar-hi dos anys i després va jugar en el FK Union Cheb txec. Va tornar amb l'Sparta Praga i en aquesta segona etapa va jugar 113 partits de lliga i marcant 55 gols. Amb aquest equip va guanyar cinc lligues (1983-84, 1986-87, 1987-88, 1988-89 i 1989-90) i tres Copes el 1984, 1988 i 1989. Després del Copa del Món de Futbol de 1990 va fitxar pel Genoa, destacant com un dels millors davanters de tot els temps de l'equip rossoblù. Va formar un tàndem letal amb l'uruguaià “Pato” Aguilera i el Genoa va viure una de les millors etapes, malgrat no guanyar cap títol important. La temporada 1991-92 el Genoa va quedar 4t i es va classificar per jugar la Copa de la UEFA la temporada següent, arribant fins a semifinals. En el Genoa va jugar fins a la temporada 1995-96, jugant un total de 163 partits de lliga i marcant 58 gols, convertint-se en el màxim sisè golejador de l'equip italià de tots els temps. La temporada 1995-96, amb el Genoa va guanyar la Copa anglo-italiana.
L'any 1996 va fitxar per l'Sporting Clube de Portugal, on només va jugar 4 partits, per culpa de les lesions. Després d'una breu etapa amb el club portuguès es va traslladar a Praga per jugar amb el FK Viktoria Žižkov però, després de passar l'examen mèdic no va jugar cap partit.

### Internacional
Va debutar amb la selecció de futbol de Txecoslovàquia l'any 1985. Amb la seva selecció, Skuhravý va ser una de les revelacions d'Itàlia 90, Mundial en què va fer cinc gols. Amb Txecoslovàquia va arribar a jugar un total de 43 partits i va marcar 14 gols.
L'any 1993, després de la divisió de Txecoslovàquia entre la República Txeca i la República Eslovaca, la selecció es va dissoldre, tot i que la UEFA considera la selecció de futbol de la República Txeca com la seva successora. En la selecció de la República Txeca, Skuhravý va jugar 6 partits i va marcar 3 gols.

## Palmarès
Lliga txecoslovaca de futbol
- Sparta Praga temporada 1983-84
- Sparta Praga temporada 1986-87
- Sparta Praga temporada 1987-88
- Sparta Praga temporada 1988-89
- Sparta Praga temporada 1989-90

Copes
- Sparta Praga temporada 1984
- Sparta Praga temporada 1988
- Sparta Praga temporada 1989

Copa anglo-italiana de futbol
- Genoa Cricket and Football Club temporada 1995-96